# Comuna Racoș, Brașov
Racoș (în maghiară Alsórákos, în germană Ratsch) este o comună în județul Brașov, Transilvania, România, formată din satele Mateiaș și Racoș (reședința).

## Istorie
În perimetrul comunei Racoș a existat una din cele mai mari așezări dacice din Țara Bârsei, care avea un rol important în rețeaua de fortificații dacice.

## Obiective turistice
- Complexul Geologic Racoșul de Jos:

- Cariera de scorie bazaltică dealul Hegheș: 46°01'54.4"N 25°25'07.5"E
- „Lacul de smarald“ de la fosta carieră de bazalt Brazi: 46°01'50.1"N 25°25'28.6"E
- Coloanele de bazalt de la cariera de bazalt MTTC: 46°01'33.5"N 25°25'30.5"E

- Locul fosilifer Carhaga
- Cotul Turzunului, rezervație botanică și ornitologică împărțită cu comuna Hoghiz
- Hârtibaciu Sud - Est (sit de importanță comunitară inclus în rețeaua ecologică europeană Natura 2000 în România).
- Geositul Mateiaș „La Vulpi”
- Tipia Racoșului, vârf din Munții Perșani
- Piatra Detunată (sit cu o fortificație hallstattiană și dacică)
- Castelul Sükösd-Bethlen
- Biserica reformată din Racoș

## Demografie
Componența etnică a comunei Racoș
     Maghiari (41,49%)
     Romi (31,57%)
     Români (20,99%)
     Alte etnii (5,95%)
Componența confesională a comunei Racoș
     Penticostali (32,56%)
     Reformați (22,57%)
     Ortodocși (20,54%)
     Unitarieni (14,02%)
     Romano-catolici (2,06%)
     Alte religii (2,09%)
     Necunoscută (6,16%)
Conform recensământului efectuat în 2021, populația comunei Racoș se ridică la 3.345 de locuitori, în creștere față de recensământul anterior din 2011, când fuseseră înregistrați 3.336 de locuitori. Cei mai mulți locuitori sunt maghiari (41,49%), cu minorități de romi (31,57%) și români (20,99%). Din punct de vedere confesional, cei mai mulți locuitori sunt penticostali (32,56%), cu minorități de reformați (22,57%), ortodocși (20,54%), unitarieni (14,02%) și romano-catolici (2,06%), iar pentru 6,16% nu se cunoaște apartenența confesională.

## Politică și administrație
Comuna Racoș este administrată de un primar și un consiliu local compus din 13 consilieri. Primarul, Ion Epureanu[*], de la Partidul Național Liberal, este în funcție din 2012. Începând cu alegerile locale din 2024, consiliul local are următoarea componență pe partide politice:
|  | Partid                                 | Consilieri | Componența Consiliului | Componența Consiliului | Componența Consiliului |
|  | -------------------------------------- | ---------- | ---------------------- | ---------------------- | ---------------------- |
|  | Partidul Național Liberal              | 3          |                        |                        |                        |
|  | Partida Romilor „Pro Europa”           | 3          |                        |                        |                        |
|  | Alianța Maghiară din Transilvania      | 2          |                        |                        |                        |
|  | Uniunea Democrată Maghiară din România | 2          |                        |                        |                        |
|  | Forța Dreptei                          | 2          |                        |                        |                        |
|  | Alianța pentru Unirea Românilor        | 1          |                        |                        |                        |

## Primarii comunei
- 1996[8] - 2000 - Gaspar Tamaș, de la UDMR
- 2000[9] - 2004 - Gaspar Tamaș, de la UDMR
- 2004[10] - 2008 - Kozocsa Iosif, de la Independent
- 2008[11] - 2012 - Gaspar Tamaș, de la UDMR
- 2012[12] - 2016 - Epureanu Ion, de la UDMR
- 2016[13] - 2020 - Epureanu Ion, de la UDMR
- 2020[14] - 2024 - Epureanu Ion, de la UDMR